# Natoungdom mødes i Danmark
|  | Denne artikel er oprettet af botten Steenthbot ud fra en ekstern database. Den kan derfor have sproglige fejl eller mangler. Denne skabelon kan fjernes efter kontrol af indholdet. |

Natoungdom mødes i Danmark er en dansk dokumentarfilm fra 1961 instrueret af Barbro Boman.

## Handling
Samværet i et par uger i sommeren 1960 mellem en række unge mennesker fra forskellige lande tilsluttet den nordatlantiske pagt. Optaget på Carlsberggården ved Nykøbing Sjælland.